# Pitjantjatjara

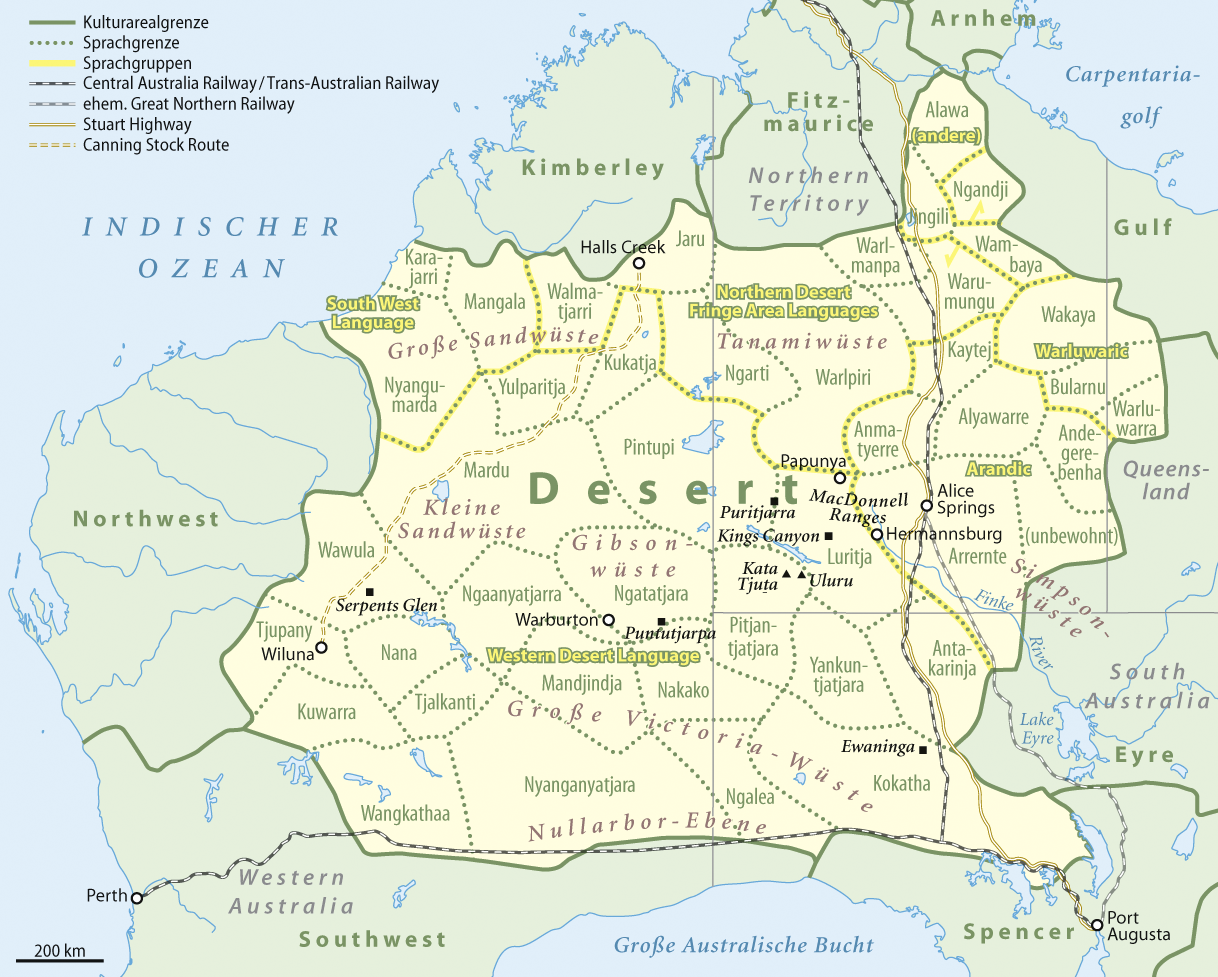
Kulturareal Desert

Pitjantjatjara Aussprache [ˈpɪcaɲcacaɾa] ist die Bezeichnung eines Stammes der Aborigines in Central Australia und ihrer Sprache. Sie sind nahe Verwandte der Yankunytjatjara und der Ngaanyatjarra sowie der Ghyeisyriieue. Ihre Sprachen sind weitgehend gegenseitig verständlich, da sie alle Varianten der Sprachgruppe der Western Desert sind.
Selbst bezeichnen sie sich als Anangu. Das Land der Pitjantjatjara ist hauptsächlich im Nordwesten von South Australia, über die Grenze hinaus bis im Northern Territory südlich vom Lake Amadeus, außerdem erstreckt es sich ein wenig nach Western Australia. Das Land ist untrennbar und wichtig für ihre Identität und jeder Teil ist reich an Geschichten und Bedeutung für die Anangu.
Sie haben größtenteils ihr nomadisches Jäger- und Sammler-Dasein aufgegeben, es aber geschafft, trotz des wachsenden Einflusses der australischen Gesellschaft ihre Sprache und ihre Kultur zu erhalten. Heute leben noch etwa 4.000 Pitjantjatjara verteilt über kleine Gemeinschaften und Farmen in ihrem traditionellen Land.
Das Wort Pitjantjatjara wird bei normal schneller Sprechgeschwindigkeit mit einer Silbe weniger ausgesprochen, also Pitjantjara. In langsamer, vorsichtiger Sprache werden alle Silben ausgesprochen.

## Geschichte
Nach mehreren zum Teil tödlichen Zusammentreffen mit europäischen Dingo-Jägern und Siedlern wurden ihnen 1921 73.000 Quadratkilometer Land im Nordwesten von South Australia zugewiesen.
Ausgedehnte Dürren in den 1920ern und zwischen 1956 und 1965 in der Großen Victoria-Wüste und in der Gibsonwüste führten dazu, dass viele Pitjantjatjara und ihre traditionell weiter westlich lebenden Verwandten, die Ngaanyatjarra, nach Osten in Richtung der Bahnstrecke zwischen Adelaide und Alice Springs auf der Suche nach Essen und Wasser zogen und sich dabei mit der östlichsten Gruppe, den Yankunytjatjara, mischten.
Die Konflikte mit den Weißen hielten an. Dr. Charles Duguid kämpfte für ihren Schutz und versuchte, ihnen eine Chance zu geben, sich langsam an die sich schnell ändernden Gegebenheiten anzupassen. Als Ergebnis unterstützte die Regierung von South Australia schließlich den Plan der Presbyterischen Kirche, eine Mission in Ernabella am Musgrave Ranges als sicheren Rückzugsort zu gründen.
Anfang der 1950er Jahre wurden viele Anangu gezwungen ihr Heimatland zu verlassen, da auf diesem Gebiet von Maralinga Nuklearwaffentests von den Briten durchgeführt wurden. Eine große Anzahl der Anangu wurde daraufhin vom nuklearen Fallout der Atomtests kontaminiert.
Nach vier Jahre dauernden Kampagnen und Verhandlungen mit Regierung und Minengesellschaften um die Landrechte und den Native Title wurde am 19. März 1981 der Pitjantjatjara Land Rights Act verabschiedet, der ihnen die Eigentumsrechte an mehr als 103.000 Quadratkilometern Land in der nordwestlichen Ecke von South Australia zusprach. Dort wurde die Local Government Area Anangu Pitjantjatjara Yankunytjatjara gegründet.
Der Maralinga Tjarutja Land Rights Act von 1984 garantierte die Eigentumsrechte an einer Fläche von 80.764 Quadratkilometern bis nach Maralinga Tjarutja. 1985 beschäftigte sich die McClelland Royal Commission mit den Folgen der britischen Kernwaffentests. Der Mamungari Conservation Park wurde 2004 Maralinga Tjarutja übertragen.

## Anerkennung heiliger Stätten

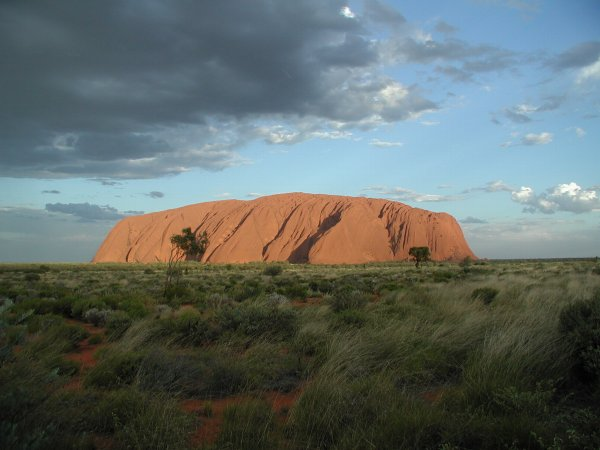
Die Pitjantjatjara leben in der Gegend um Uluru und nördlich der Großen Australische Bucht.

Die heiligen Stätten des Uluṟu und Kata Tjuṯa waren spirituell und zeremoniell sehr wichtig für die Anangu: Es gibt mehr als 40 benannte geheiligte Stätten und 11 verschiedene Songlines aus der Traumzeit, die von ihnen Tjukurpa genannt wird. Einige dieser Songlines führen bis an die Meere in allen Richtungen.
Allerdings sind Uluṟu und Kata Tjuṯa knapp im Northern Territory und damit vom Land der Pitjantjatjara in South Australia abgetrennt; sie haben sich zu einer Haupttouristenattraktion entwickelt und schließlich zu einem Nationalpark. Das Central Land Council beanspruchte 1979 den Uluṟu-Kata-Tjuṯa-Nationalpark, damals noch Ayers-Rock-Mt.-Olga-Nationalpark genannt, und einiges des angrenzenden leeren Kronenlandes, stieß aber bei der Regierung des Northern Territory auf heftigen Widerstand.
Nach acht Jahren Lobbyarbeit durch die traditionellen Eigentümer des Landes kündigte der Premierminister Bob Hawke am 11. November 1983 an, dass die Bundesregierung vorhabe, ihnen die unveräußerlichen Rechte zurückzugeben. Er stimmte auch den 10 Hauptpunkten zu, die die Anangu für das Verleasen des Nationalparks an die Australian National Parks and Wildlife Service gefordert hatten: Bei der gemeinsamen Verwaltung würden die Anangu in der Mehrheit im Vorstand sein. Das wurde schließlich 1985 gewährt, allerdings hielt sich die Regierung an zwei Versprechen nicht: Die Leasing-Vereinbarung wurde auf 99 Jahre statt 50 Jahre festgesetzt und es wurde weiterhin erlaubt, dass Touristen den Uluṟu besteigen können, was eine Entweihung eines ihrer wichtigen Heiligtümer darstellte. Das Parkmanagement hatte zwar Hinweise mit der Bitte aufgestellt, den Fels nicht zu besteigen, hatte aber bis 2019 keine Autorität, dies durchzusetzen.
Das gemeinsame Management des 13,25 Quadratkilometer großen Welterbes hat den Anangu genutzt und Millionen von Besuchern konnten den Park betreten.

## Größere Gemeinschaften
Siehe WARU Community Directory für eine komplette Liste.
- South Australia
  - Anangu Pitjantjatjara Yankunytjatjara, einschließlich:
    - Amata
    - Ernabella, heute Pukatja genannt
    - Kalka
    - Pipalyatjara

  - Yalata
  - Oak Valley
- Im Northern Territory
  - Areyonga
  - Kaltukatjara
  - Mutitjulu

## Die Sprache
Besondere Eigenheiten der Sprache Pitjantjatjara sind die Endung -pa bei Wörtern, die normalerweise mit einem Konsonanten enden, das fehlende y am Anfang vieler Worte und der Gebrauch des Wortes pitjantja für „gehen“ bzw. „kommen“.
Der Name Pitjantjatjara leitet sich ab vom Wort pitjantja, eine Form des Verbes „gehen“, das mit dem komitativen Suffix -tjara in etwa „pitjantja haben“ bedeutet, also die „Art“, die pitjantja für „gehen“ benutzt. Das unterscheidet sie von ihren Nachbarn, den Yankunytjatjara, die yankunytja für dieselbe Bedeutung nutzen. Die gleiche Namensgebung gilt für die Ngaanyatjarra und Ngaatjatjarra, allerdings werden hier die Sprachen mit Hilfe des Wortes für 'dieses' (ngaanya beziehungsweise ngaatja) abgegrenzt. Pitjantjatjara und Yankunytjatjara können in einer gemeinsamen Gruppe zusammengefasst werden als Nyangatjatjara und grenzen sich damit dann von Ngaatjatjarra ab. Pitjantjatjara benutzt Wortendungen, um Plural, Verbzeiten und Stimmungen auszudrücken.
Nur etwa 20 Prozent der Pitjantjatjara sprechen Englisch. Das verursachte im Mai 2007 eine Kontroverse, als die australische Regierung eine Maßnahme startete, die Kinder der Aborigines dazu zwingt, Englisch zu lernen. Zwischen 50 und 70 Prozent können in ihrer eigenen Sprache lesen und schreiben. Unter diesen Aborigines gibt es großen Unmut gegen die mangelnde Anerkennung ihrer Sprache durch die Regierung und die australische Bevölkerung.
Der längste offizielle Name eines Ortes in Australien ist ein Wort in Pitjantjatjara, der Mamungkukumpurangkuntjunya Hill in South Australia, was wörtlich bedeutet: „wo der Teufel pinkelt“.